# Henk Pieneman
Henk Pieneman (Amsterdam) was een Nederlandse voetballer van OVVO, FC Amsterdam, Telstar en BV De Graafschap. Hij speelde op De Vijverberg in Doetinchem van 1977 tot 1987 onder de trainers Henk Ellens, Pim van de Meent, Sándor Popovics en Henk van Brussel. 
Hij werd na zijn profcarrière trainer van de amateur-voetbalverenigingen Dierensche Boys, Pax Hengelo, SV Grol (Groenlo), ZSV Zelos (Zelhem), RKPSC (Pannerden), SV Concordia-Wehl en SDZZ (Zevenaar).